# Mathew Helm
Mathew Helm (Brisbane, Australia, 9 de diciembre de 1980) es un clavadista o saltador de trampolín australiano especializado en la plataforma de 10 metros, donde consiguió ser campeón mundial en 2003 en los saltos sincronizados y subcampeón en saltos individual.

## Carrera deportiva
En el Campeonato Mundial de Natación de 2001 celebrado en Fukuoka (Japón) ganó la medalla de bronce en la plataforma de 10 metros, con una puntuación de 670.23 puntos, tras el chino Tian Liang (oro con 688 puntos) y el canadiense Alexandre Despatie (plata con 670.95 puntos).
Dos años después, en el Campeonato Mundial de Natación de 2003 celebrado en Barcelona ganó el oro en los saltos sincronizados y la plata en el salto individual en la plataforma de 10 metros en ambos casos.